# Miel de Tenerife
La miel de Tenerife es una denominación de origen protegida referida a las distintas variedades de miel producidas en dicha isla. Desde enero de 2014, cuenta con dicha protección.

## Características
La exclusiva flora natural y cultivada de la isla de Tenerife, con gran número de endemismos y una dilatada temporada de floraciones que hace que prácticamente todo el año puedan estar trabajando las abejas, son la causa de que en la isla con un territorio tan reducido, se recolecte gran variedad de mieles distintas y muchas de ellas únicas en el mundo gracias a la combinación de brezos, castaños, tajinastes, escobones, barrilla, frutales, hierbas y un sinfín de otras especies vegetales donde las abejas encuentran el néctar con el que elaboran las mieles.
Actualmente, se conocen 13 mieles monoflorales, incluida la miel de mielada, pudiendo en ocasiones aparecer otras mieles monoflorales menos frecuentes.
Cabe mencionar también, la existencia de tres grupos de mieles multiflorales, conocidas como de costa, monte y cumbre; las mieles de estas categorías contienen una conjugación de néctar variado procedente de flores típicas a determinadas altitudes con respecto al nivel del mar, sin que haya un tipo de flor que predomine o destaque del conjunto.

## Tipos de miel
Miel de Retama del Teide (Spartocytisus supranubius)
Esta miel de cumbre producida en el parque nacional de las Cañadas del Teide y alrededores, goza de gran tradición y renombre. Presenta color ámbar muy claro con tonalidades doradas y muy poca tendencia a la cristalización, por lo que normalmente la encontramos fluida, pero con elevada viscosidad. Tiene un sabor suave, y un aroma floral delicado y afrutado, con toques vegetales, que la hacen adecuada para endulzar infusiones y elaborar postres.
Miel de Tajinaste (Echium sp.)

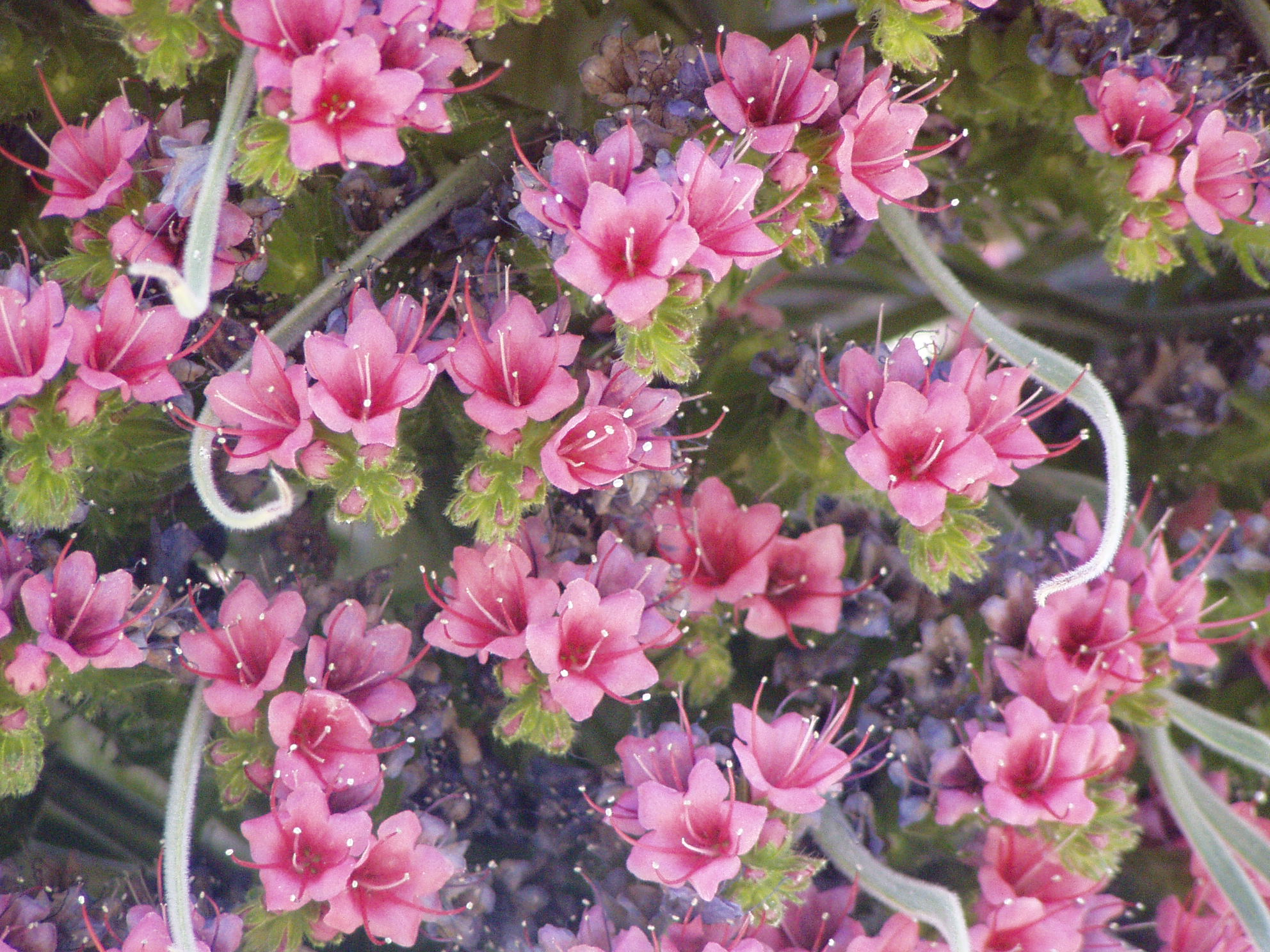
Flor del Tajinaste Rojo

Miel de primavera muy clara, blanca, con tonos beige, que cristaliza rápidamente con consistencia cremosa. Sabor suave y cálido, con matices balsámicos agradables. Apreciada como edulcorante y para acompañar alimentos sin enmascarar el sabor.
Miel de Aguacate (Persea americana)
Se produce en zona de costa, en primavera y presenta un color ámbar muy oscuro casi negra, de lenta cristalización. Posee un aroma característico e intenso que recuerda al caramelo y la fruta madura y un ligero sabor salado. Ha sido tradicionalmente empleada para amasarla con gofio y frutos secos.
Miel de Barrilla (Mesembryanthemum crystallinum)
Es una miel muy especial, que se produce en las zonas de costa de la vertiente sur de la isla, en primavera. Destaca por su textura cristalizada muy cremosa, color claro normalmente con vetas, y su sabor suave y cálido de tipo lácteo que recuerda al toffee. Es ideal para consumir directamente con pan, con mantequilla o aceite y para endulzar infusiones.
Miel de Relinchón (Hirschfeldia incana)
Destaca por su color amarillo intenso “yema de huevo” y su textura cristalizada. Es una miel de aroma afrutado y vivo con notas vegetales verdes. Se produce en primavera en las zonas de baldío del norte de la isla. Adecuada para acompañar quesos, postres e infusiones o para comer untada en pan.
Miel de Brezal (Erica arborea)

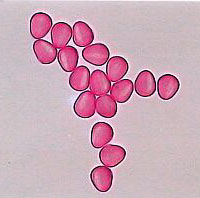
Análisis Melisopalinológico. Polen de Erica arborea

Es la miel producida en las zonas en que el matorral de brezos y laurisilva se combinan en el arranque de la corona forestal. Presenta color marrón oscuro con tonos pardos y cristalización temprana caracterizada por aromas resinosos y de tierra mojada, que se acompaña de astringencia suave. Es adecuada para condimentar carnes, y endulzar infusiones ligeras.
Miel de Tedera (Aspalthium bituminosum)
Es una miel de primavera que se recolecta en la zona norte de la isla. Su color, muy claro, con tono amarillo. Tendencia media a cristalizar, dependiendo de la flora acompañante; olor delicado de tipo vegetal y afrutado, que recuerda al coco. Es ideal para consumir directamente con pan y lácteos. 
Miel de Malpica (Carlina xeranthemoides)
La malpica es un cardo endémico que solo crece en las cercanías del Teide, a más de 1.200 metros de altitud; de ella las abejas producen una miel de textura muy cremosa, de color claro con tonalidades nacaradas y sabor suave, con aroma floral acentuado. Es una miel de final de verano, casi otoño. Especialmente indicada para consumir con pan, acompañar postres y endulzar infusiones.
Miel de Poleo (Bystropogon origanifolius)
Producida en las zonas de medianías y de cumbre de la isla, principalmente en el suroeste. Se produce en verano y presenta un color ámbar brillante, destacando por aroma y sabor muy intensos de características marcadamente químicas y florales. Es una miel de cristalización media dependiendo de la flora acompañante, siendo adecuada para endulzar infusiones.
Miel de Pitera (Agave americana)
Se produce a lo largo de la costa de toda la geografía insular destacando más en el sur y el este de la isla. Es de color ámbar o ámbar oscuro aunque depende de la flora acompañante. Se produce en verano, y se caracteriza por un aroma y sabor intenso, persistente, de tipo animal, dependiendo su cristalización de la flora acompañante. Su intenso aroma la hace adecuada como aderezo de carnes y aves. 
Miel de Castaño (Castanea sativa)

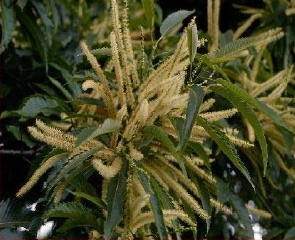
Castanea sativa

Miel de gran personalidad, generalmente fluida. Tiene un color marrón oscuro, olor y sabor persistente, con toques de madera y algo animal, donde destacan marcadas notas amargas finales que le dotan de singularidad. Es una miel de verano, idónea para combinar con carnes, así como para amasar gofio y en postres.
Miel de Hinojo (Foeniculum vulgare)
Miel de verano, que se produce principalmente en las medianías y monte de la zona norte de la isla. De color ámbar oscuro y cristalización tardía, su sabor es muy singular, especiado con marcados toques de regaliz. Es una miel muy adecuada para cocinar carnes, especialmente las de caza, y consumir sola. 
Miel de Mielada 
Miel de color ámbar oscuro con tonalidades verdosas, olor de tipo vegetal, cálido y tostado. Destaca por un marcado aroma de tipo cálido tostado con sensaciones saladas. Se produce en primavera, en algunos municipios de la zona norte de la isla. Especialmente adecuada para consumir con quesos así como amasada con gofio o como aderezo en las ensaladas. 
Miel de Costa
Producidas normalmente por debajo de los 450 m de altitud. Se basan en las floraciones de aguacates, cítricos, tabaibas, barrillas, verodes, balos, piteras, etc. que se producen en el comienzo de la primavera. Predominan los colores claros, la textura cristalizada y los aromas florales intensos.
Miel de Monte
Se producen en colmenares situados entre los 450 y 1200 metros de altitud y desde mediados de primavera hasta finales del verano según la zona de la isla. Comprenden floraciones de escobón, brezo, tajinastes, tomillo, orégano, hinojo, castaño, eucalipto, etc. predominando los colores oscuros, con aromas de media a elevada intensidad y con gran riqueza de matices. Son las mieles más abundantes.
Miel de Cumbre
Se producen en las zonas de alta montaña, por encima de los 1200 metros coincidiendo en su mayoría con los límites del parque nacional de las Cañadas del Teide. En estos parajes destacan floraciones endémicas como la Retama blanca del Teide, los tajinastes rojos, la malpica o el rosalillo de cumbre. Las mieles de cumbre son normalmente de colores claros y sabores suaves y delicados.